# Big World
Big World è l'ottavo album di Joe Jackson registrato in presa diretta tra il 22 e il 25 gennaio del 1986 al Roundabout Theatre a New York City e pubblicato nella primavera dello stesso anno. Nonostante la resa "on stage" dei brani, tutti inediti, l'album non contiene effetti sonori del pubblico in sala, accorso su invito, al quale fu chiesto di rispettare il silenzio. A differenza di molti dischi live, non è stata eseguita in post produzione alcuna sovraincisione.
All'album è stato allegato un libretto con i testi tradotti in francese, spagnolo, tedesco, giapponese e italiano. La stessa copertina suggerisce questo richiamo universale, riportando il titolo in 26 lingue.
I singoli portanti dell'album sono stati Right and Wrong e Home Town che verranno anche inseriti nella raccolta Stepping Out: The Very Best of Joe Jackson. La varietà di stili musicali proposti, come suggeriscono anche alcuni dei titoli delle canzoni, prestano fede al titolo dell'intero lavoro, nel quale Jackson realizza un ipotetico viaggio intorno al mondo, fino a descrivere situazioni e storie di vita dei cinque continenti, toccando anche argomenti cosiddetti impegnati. Tra le altre Forty years, dove riflette sul quarantesimo anniversario della fine del conflitto bellico, e Tango Atlantico, che tratta della guerra anglo-argentina delle isole Malvinas.

## Tracce
Tutti i brani sono stati scritti da Joe Jackson. La sequenza dei brani è quella dell'edizione in CD. Nell'edizione in vinile, l'album era inciso su tre facciate, essendo la seconda facciata del secondo disco muta con la scritta "there is no music on this side" (non c'è musica su questo lato). Solo in Sud Africa il disco uscirà come LP singolo con tutte le tracce in un unico disco.
- Prima parte:

1. Wild West – 4:37
2. Right and Wrong – 4:35
3. (It's A) Big World – 4:44
4. Precious Time – 3:23
5. Tonight and Forever – 2:31

- Seconda parte:

1. Shanghai Sky – 5:10
2. Fifty Dollar Love Affair – 3:38
3. We Can't Live Together – 5:25
4. Forty Years (on the 40th anniversary of the end of World War II) – 4:26

- Terza parte:

1. Survival – 2:19
2. Soul Kiss – 4:44
3. The Jet Set – 3:50
4. Tango Atlantico – 2:58
5. Home Town – 3:12
6. Man in the Street – 5:05

## Formazione
- Joe Jackson – fisarmonica, pianoforte e voce
- Vinnie Zummo – chitarra e voce
- Rick Ford – chitarra basso, chitarra acustica e voce
- Gary Burke - batteria
- Joy Askew, Nikki gregoroff, Peter Hewlett, CurtisKing Jr. - voce